# Гинекологический тампон

Тампон, введённый во влагалище

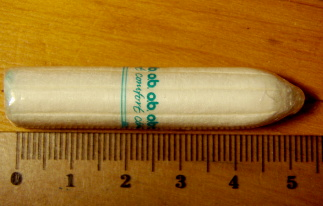
Безаппликаторный тампон (o.b.)

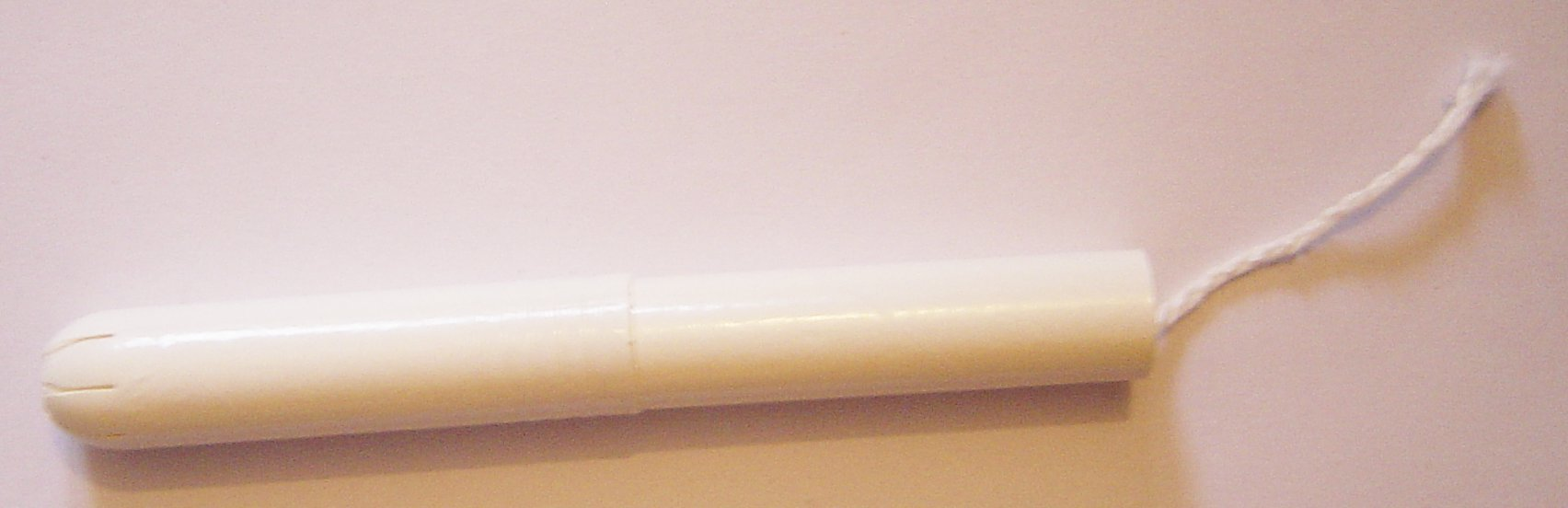
Тампон с аппликатором

Гинекологи́ческий тампо́н — это масса абсорбирующего материала цилиндрической формы, преимущественно используемой для введения во влагалище женщины с целью впитывания менструальной крови. В настоящее время форма тампонов создана таким образом, чтобы его легко можно было вставить во влагалище во время менструации.

## Этимология
Английское слово tampon произошло от среднефранцузского слова tampion, что означает затычку. Русский термин «тампон» заимствован из французского tampon дословно — «затычка, пробка».

## История
Женщины использовали тампоны во время менструального цикла тысячелетиями. В своей книге «Всё, что вы должны знать о тампонах» (1981), Нэнси Фридман пишет: «Есть доказательства, что тампонами пользовались на протяжении истории в самых разных культурах. Самый древний печатный медицинский документ, папирус Эберса, свидетельствует, что мягкими папирусными тампонами пользовались женщины в Египте в XV веке до нашей эры. Римские женщины пользовались тампонами из шерсти. Женщины Древней Японии приспособились к тампонам из бумаги, которые удерживались при помощи повязки и менялись 10—12 раз в день. Коренные жительницы Гавайев пользовались ворсистой частью местного древовидного папоротника хапу’у; а многие травы, мох и другие растения до сих пор применяются женщинами в отдельных областях Азии и Африки».
По свидетельству русского ученого-этнографа немецкого происхождения Якоба Линденау, участника Второй Камчатской экспедиции в 1739—1743 годах, корякские женщины «берут щепотку мха и засовывают промеж ног также, как это делают остякские и тунгусские женщины, у которых эти моховые тампоны называются Urup и Njoemack; коряки называют их Mullumoen; они меняют их и сжигают каждое утро, а во время месячных — днем ещё два или три раза».
Тампон используется как медицинское изделие с XVIII века, когда антисептические ватные тампоны, пропитанные салицилатами, применялись для остановки крови при ранах от пуль.
Доктора Эрл Хаас и Майкл Дан запатентовали первый современный тампон Tampax с двумя трубками аппликатора. Гертруда Тендрих купила патентные права на торговую марку Tampax компании Haas и в 1933 году стала продавщицей и представительницей продукта. Тендрих наняла женщин для производства тампонов, а затем приняла на работу двух продавцов, чтобы те продвигали продукт в аптеках штатов Колорадо и Вайоминг. Также она наняла медсестёр, чтобы они читали лекции о преимуществах продукта. Она также сыграла важную роль, введя публичную рекламу в газетах.
Изучая женскую анатомию, немецкий гинеколог доктор Юдит Эссер Миттаг вместе со своим супругом Кайлом Лючерини разработали первый в мире тампон, вводимый пальцами, без аппликатора (o.b.). В конце 1940-х годов доктор Карл Хан вместе с Хайн Миттаг работали над массовым производством этого тампона. Доктор Хан продал свою компанию Johnson & Johnson в 1974. По данным на 2011 год, тампоны o.b. являются лидерами продаж в своем сегменте, доля рынка составляет 37 %, Tampax — 32 %, Kotex — 27 %, Ola — 10 % и Libresse — 9 %.

## Дизайн и упаковка

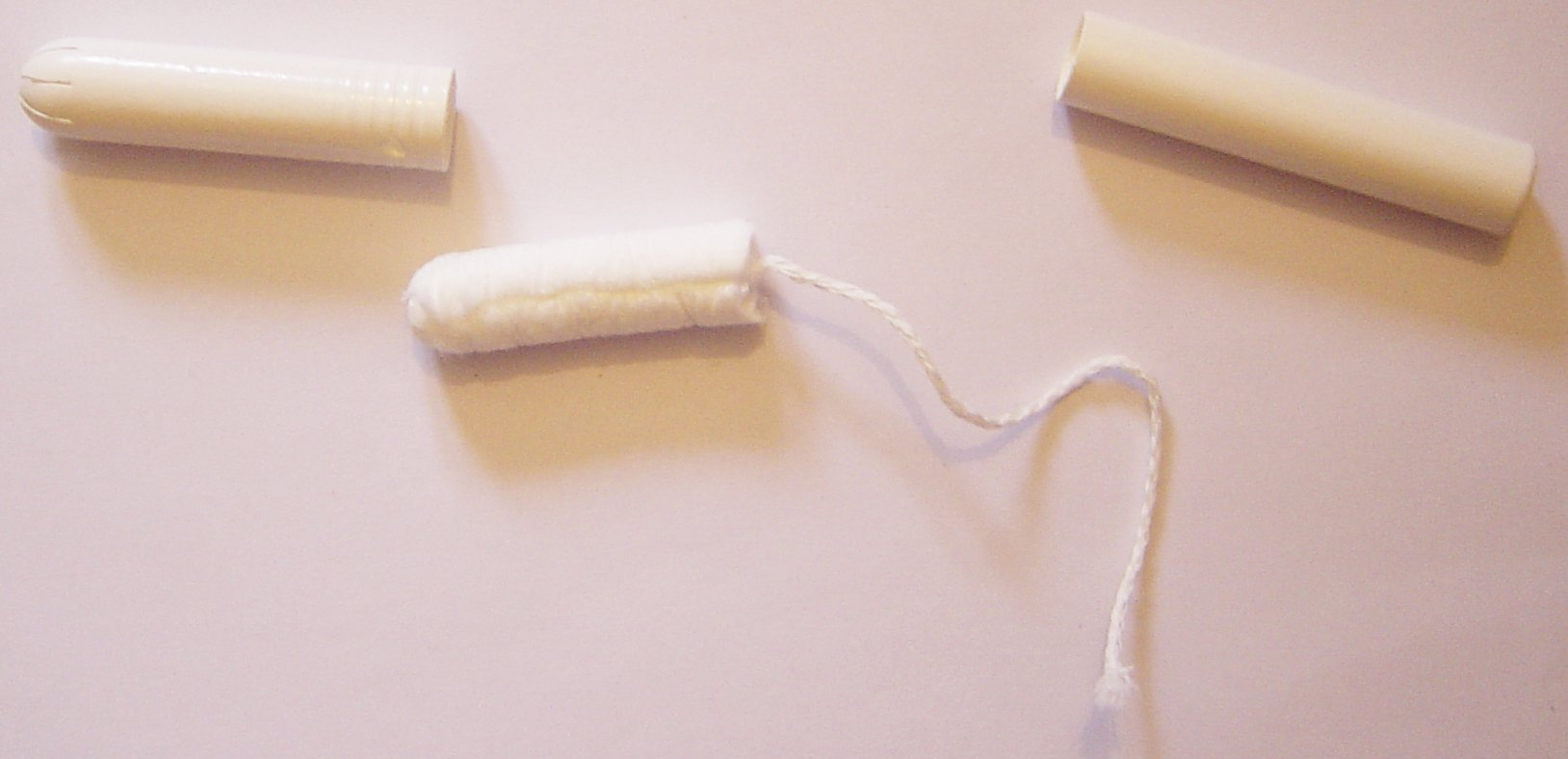
Элементы тампона с аппликатором

Существуют самые разные формы и цвета тампонов, которые отвечают за степень впитываемости и упаковку. Внешний вид тампонов разных брендов мало отличается, а вот уровень впитываемости и качество изготовления у всех разные.
Главное отличие всех тампонов заключаются в способе введения во влагалище. Так, тампоны бывают аппликаторными (вводятся через специальную трубочку) и безаппликаторными (вводятся при помощи пальца). Разные виды тампонов по-разному расширяются во время использования. Например, тампоны с аппликатором, такие как Tampax и Natracare, расширяются по оси (увеличиваются в длину). Такие тампоны, как o.b., Natracare и Lil-lets без аппликаторов расширяются радиально (увеличиваются в диаметре). У большинства тампонов есть шнурок для удаления тампона из влагалища, у некоторых тампонов есть дополнительная внешняя оболочка, чтобы облегчить введение и удаление.
Большинство тампонов, которые сегодня продаются, сделаны из вискозного волокна или хлопка с вискозным волокном. Органические хлопковые тампоны сделаны из 100 % хлопка. Каждый тампон упакован в отдельную упаковку.
Аппликаторы сделаны из пластика или картона и по дизайну похожи на шприц. Аппликатор состоит из двух трубок: внешней (цилиндр) и внутренней (выталкивающий) элемент. Внешняя трубка имеет гладкую поверхность, чтобы облегчить введение тампона и иногда имеет закругленный конец с лепестками.

## Уровни впитываемости

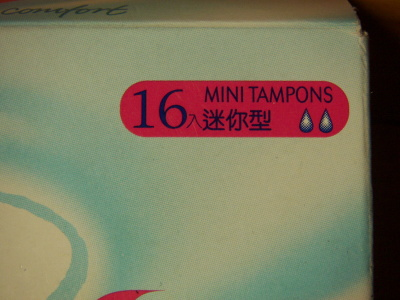
Знак двух капель означает, что тампон впитывает 6—9 г

Тампоны выпускаются с разными уровнями впитываемости, которые стандартны у всех производителей США:
- Для подростков: 6 г и меньше
- Обычный: 6—9 г
- Супер: 9—12 г
- Супер-плюс: 12—15 г
- Ультра: 15—18 г

В Британии приняты следующие уровни впитываемости:
- Лёгкий (небольшое кровотечение): 6 г и меньше
- Обычный/нормальный (небольшое или среднее кровотечение): 6—9 г
- Супер (среднее и сильное кровотечение): 9—12 г
- Супер-плюс (сильное кровотечение): 12—15 г
- Супер-плюс-экстра (очень сильное кровотечение): 15—18 г.

Проверка степени впитываемости тампонов проверяется методом Syngina (что сокращенно означает синтетическое влагалище). В специальном устройстве встроен презерватив, в который вставляют тампон. В испытательную камеру запускают синтетическую менструальную кровь.

## Тампоны и девственность
По мнению врачей, девственность не является препятствием для использования тампонов. Девственная плева — это слизистая мембрана с отверстием в центре, через которое вытекает, в частности, менструальная кровь. Это отверстие достаточно большое для того, чтобы детский гинеколог проводил влагалищное пальцевое исследование и вагиноскопию (с использованием инструментов). Кроме того, у девочек старше 13 лет плева очень растяжима, во время менструации она становится ещё эластичнее. Таким образом, при правильном использовании тампонов, повредить девственную плеву невозможно.
Некоторые гинекологи рекомендуют подросткам применять тампоны на второй день месячных, когда растяжимость девственной плевы максимальна.
Если девственная плева слишком плотная или имеет очень маленькое отверстие (невозможно ввести даже палец, введение тампонов причиняет боль), необходимо проконсультироваться с гинекологом.

## Синдром токсического шока
Доктор Филипп Тиерно младший, директор отдела клинической микробиологии и иммунологии медицинского центра университета Нью-Йорка, помог определить ещё в начале 1980-х годов, что тампоны связаны со случаями проявления синдрома токсического шока. Тиерно обвиняет в участившихся случаях синдрома токсического шока появление тампонов с высокой степенью впитываемости в 1978 году, а также относительно недавно появившееся заявления производителей, что тампоны можно оставлять внутри влагалища на всю ночь. Материалы, из которых сделаны современные тампоны, обладают высокой степенью впитываемости, что приводит к риску нарушения баланса природной вагинальной смазки, приводя к развитию синдрома токсического шока. Управление по контролю качества пищевых продуктов и лекарственных средств США предлагает соблюдать следующие рекомендации, чтобы сократить риск развития синдрома токсического шока при использовании тампонов:
- соблюдать указания на упаковке;
- выбирать минимальную необходимую степень впитываемости;
- отдавать предпочтение хлопковым или текстильным тампонам, вместо тампонов из вискозного волокна;
- менять тампоны не реже чем каждые 4—6 часов;
- периодически менять использование тампонов и прокладок;
- избегать использования тампонов ночью или во время сна;
- привлекать внимание к предупреждающим надписям о возможности появления синдрома токсического шока и других рисков, связанных с использованием тампонов.

Следуя этим рекомендациям, можно защитить себя от появления синдрома токсического шока. Однако в США случаи появления синдрома в результате использования тампонов крайне редки.
Хотя морские губки уже больше не продаются в качестве помощи при менструации, в ходе исследования, проведенного университетом Айова в 1980 году, было выявлено, что они содержали песок, инородные частицы и бактерии. Следовательно, морские губки также могли быть потенциальной причиной синдрома токсического шока.

## Окружающая среда и утилизация
Влияние на экологию зависит от метода утилизации (смывается тампон в канализацию или выбрасывается в мусорное ведро). Состав тампона также влияет на работу системы очистки воды и переработку мусора. Шнурок, который крепится к тампону, может застрять и блокировать проход по канализации отходов небольшого размера.